# Solar (comics)
Pour les articles homonymes, voir Solar.
ne doit pas être confondu avec Solar (Sunspot), Roberto « Bobby » da Costa.
Solar, d'abord connu sous le nom de Doctor Solar, Man of the Atom est un super-héros créé par le scénariste Paul S. Newman, l'éditeur Matt Murphy et le dessinateur Bob Fujitani. Il a d'abord été publié par Gold Key Comics puis les droits ont été rachetés successivement par Valiant Comics, Dark Horse Comics et Dynamite Entertainment.

## Historique
En 1962, la Western Publishing et Dell Comics rompent l'accord qui les liait pour la création de comics. La Western crée alors une filiale, nommée Gold Key Comics et chargée d'éditer des comics en reprenant les personnages dont la Western détient les droits. Cependant la Gold Key ne se contente pas de publier des adaptations de séries télévisées existantes, elle crée aussi des personnages comme Doctor Solar, Man of the Atom. Le responsable éditorial Matt Murphy et le scénariste Paul S. Newman inventent ce chercheur qui malencontreusement se retrouve au cœur d'un accident nucléaire. Au lieu de périr des radiations, le docteur Solar découvre qu'il possède des super-pouvoirs. Les aventures de ce super-héros sont publiées dans le comics Doctor Solar, Man of the Atom jusqu'en 1969. Il réapparaît quelquefois dans les années suivantes dans des comics de Gold Key.
En 1990, la jeune maison d'édition Valiant Comics, dirigée par Jim Shooter, achète les droits de quelques personnages de la Gold Key et cette année-là publie les nouvelles aventures de Solar. Après soixante numéros la série s'arrête, Acclaim Entertainment reprend le personnage puis c'est Dark Horse Comics et enfin Dynamite Entertainment.